# Wolfgang Scharf (Fußballspieler)
Wolfgang Scharf (* 17. November 1945 in Meinitz) war Fußballtorwart in der DDR-Oberliga, der höchsten Spielklasse des DDR-Fußballverbandes und spielte dort für die BSG Stahl Riesa.
Scharf begann in Leisnig mit dem Fußballspielen, bevor er 1960 zu Fortschritt Hartha wechselte. Dort hütete er schon als 17-Jähriger das Tor der 1. Männermannschaft in der Bezirksliga Leipzig. Von 1964 bis 1967 spielte er während seines Wehrdienstes unter Spielertrainer Harry Nippert bei Dynamo Adlershof in Berlin. Nach seiner Rückkehr nach Hartha wurde er von Stahl Riesa gesichtet, zu denen er dann im Januar 1968 wechselte. Seinen Einstand gab Torwart Scharf in der Oberliga am 2. November 1968, dem 12. Spieltag der Saison 1968/69, beim Treffen 1. FC Magdeburg – Stahl Riesa (3:1), als er in der 46. Minute eingewechselt wurde. Er war bereits fast 23 Jahre alt, doch musste er bis zur Saison 1972/73 warten, bis er wieder in der 1. Mannschaft von Stahl Riesa zum Einsatz kam. Zu diesem Zeitpunkt spielte die Mannschaft nach ihrem Abstieg 1972 in der zweitklassigen DDR-Liga. Riesa gelang die sofortige Rückkehr in die Oberliga, und mit der neuen Oberligasaison 1973/74 hatte sich Scharf mit 17 Punktspieleinsätzen einen Stammplatz erobert. In den beiden folgenden Spielzeiten 1974/75 und 1975/76 stand er 24- bzw. 26-mal im Riesaer Tor. Zu Beginn der Saison 1976/77 war Scharf zunächst wieder Stammtorhüter und bestritt bis zum 11. Spieltag alle Oberligapunktspiele. Ab Dezember 1976 wurde der inzwischen 31-Jährige, vom acht Jahre jüngeren Rainer Köpnick abgelöst. Am Saisonende stieg Stahl Riesa erneut ab, Scharf bestritt im Herbst 1978 in der DDR-Liga noch einmal zwei Punktspiele. Im November 1978 wurde er zum Armeedienst eingezogen und spielte während dieser Zeit bei der Armeesportgemeinschaft Vorwärts in Doberlug-Kirchhain.
1980 wurde Scharf Assistenztrainer der 1. Mannschaft von Stahl Riesa, 1984 übernahm er das Training der Juniorenmannschaft. Noch mit 64 Jahren war er beim SC Riesa als Betreuer tätig. Er wurde zum Ehrenmitglied Kreisverbandes Fußball Riesa-Großenhain und wurde 2009 für sein langjähriges Fußballengagement mit der Verdienstnadel des Kreisverbandes ausgezeichnet.